# المعهد العالي للعلوم التطبيقية والتكنولوجيا بالقيروان
المعهد العالي للعلوم التطبيقية والتكنولوجيا بالقيروان هو مؤسسة جامعية حكومية تونسية تابعة لجامعة القيروان ويقع في مدينة القيروان. تأسس المعهد سنة 2005.